# Palacio Alferaki

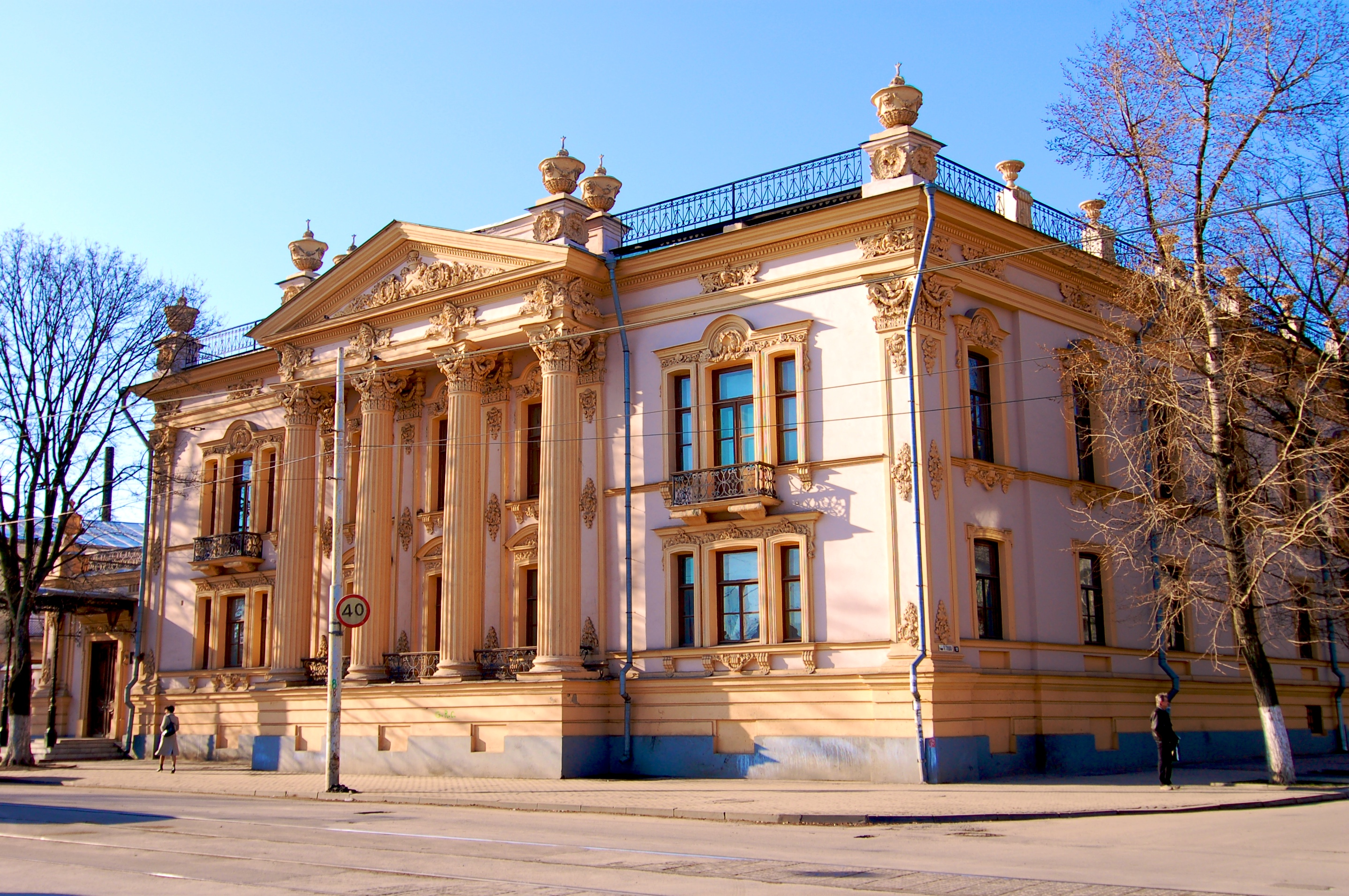
El Palacio Alferaki, en Taganrog, Rusia.

El palacio Alferaki, en la actualidad, museo de estudios regionales. en Taganrog, Rusia, que en origen fue la casa del acaudalado comerciante Nikolay Alferaki, se construyó en 1848 por el arquitecto Andrei Stackenschneider  en la entonces calle Katolicheskaya (hoy, Frunze) en el centro de Taganrog. 
La fachada decorada con un pórtico tetrástilo de orden corintio y molduras de estuco, es de estilo neobarroco. En el interior, y además de un conjunto de salas y habitaciones, destaca una sala de conciertos con pinturas ornamentando sus techos. Tras de pertenecer a la familia Alferaki en 1870 pasó a manos del comerciante griego Negroponte, siendo conocida y citada en alguna de sus obras por el escritor Antón Chéjov. Tras la Revolución de Octubre, en 1918 fue sede del Soviet local, y con posterioridad, hospital de guerra alemán y sede del Estado Mayor de Anton Denikin durante la Guerra Civil Rusa. Desde 1927, aloja el Museo de estudios regionales.